# 스트라디오트

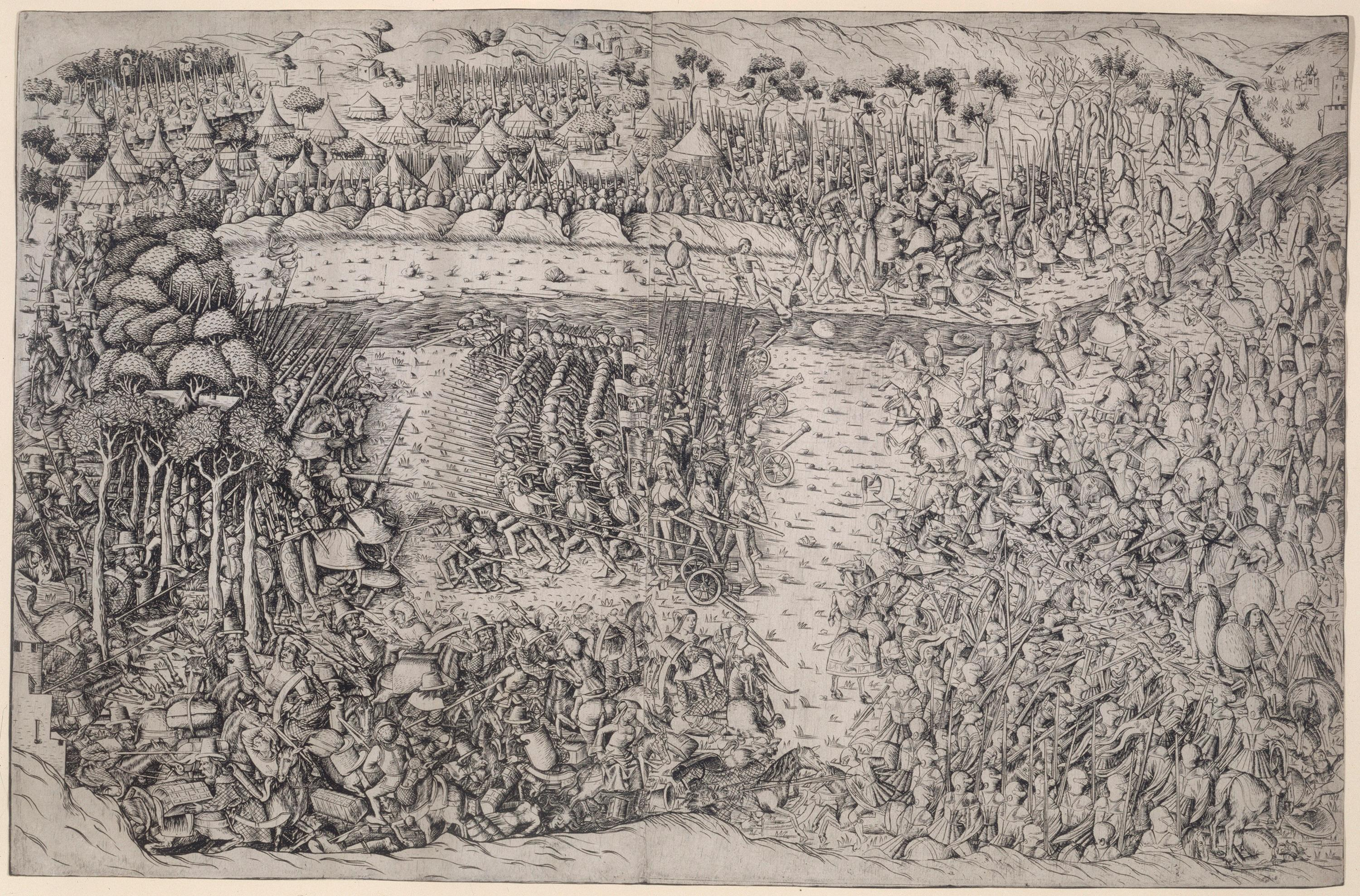
스트라디오트

스트라디오트(알바니아어: Stratiotët)는 발칸 출신의 경기병 용병들로서 주로 슈키페리아나 엘라다 등지에서 징집되었다. 이들은 남부 유럽이나 중부 유럽의 국가들에 고용되어 15세기~18세기까지 존속했다. 엘라다어로는 '병사'를 의미한다.

## 역사
스트라디오트는 슈키페리아 출신의 발칸 용병들로서, 주로 남부 유럽이나 중부 유럽의 국가들에게 고용되었다.
스트라디오트는 본래 슈키페리아 출신으로, 엘라다, 달마티아(Dalmatia), 세르비야에서 징집되다가 나중엔 키프로스에서도 형성되었다. (대부분의 현대 역사가들은 이들 대부분이 슈키페리아인이라고 말한다.) 엘라다 저자들의 연구에 따르면, 남아있는 스트라디오트 병사들의 이름들 중 약 80%는 슈키페리아에 기원을 두고 있으며, 그들중 장교들은 엘라다에 기원을 두고 있는 것으로 나타났다. 이들 중에는 간혹 소수의 남부 슬라브인들도 존재했다. 한편, 스트라디오트의 지도자들중엔 과거 동로마 시절의 귀족들중 몰락한 가문 출신의 사람들도 있었는데, 팔라이올로고스(Παλαιολόγος) 가문과 콤네노스(Κομνηνός) 가문 출신의 지도자도 존재했다.